# فيليب دانا
فيليب دانا (بالفرنسية: Philippe Dana)‏ هو مقدم تلفزيوني وصحفي ومنتج تلفزيوني فرنسي، ولد في 5 سبتمبر 1959.